# Pararistolochia dictyophlebia
Pararistolochia dictyophlebia är en piprankeväxtart som först beskrevs av Merr. & L.M. Perry, och fick sitt nu gällande namn av M.J. Parsons. Pararistolochia dictyophlebia ingår i släktet Pararistolochia och familjen piprankeväxter. Inga underarter finns listade i Catalogue of Life.